# Saskia Lang
Saskia Lang (* 19. Dezember 1986 in Lörrach) ist eine ehemalige deutsch-schweizerische Handballspielerin.

## Karriere
Lang begann das Handballspielen beim deutschen Verein TV Grenzach. Sie spielte zusätzlich in der regionalen Auswahlmannschaft, wo man ihr empfahl, sich einem größeren Verein anzuschließen. Aufgrund ihres damaligen grenznahen Wohnortes wechselte sie zum Schweizer Verein ATV Basel. Im Jahre 2003 schloss sie sich LC Brühl Handball St. Gallen an, wo sie anfangs in der 2. Mannschaft auflief und sich erst später für das Erstligateam empfehlen konnte. Mit Brühl gewann sie drei Meisterschaften sowie fünf Pokalsiege. 2009 wechselte die 1,79 Meter große linke Rückraumspielerin zum deutschen Bundesligisten HSG Blomberg-Lippe. Ab dem Sommer 2011 stand sie beim HC Leipzig unter Vertrag. Im Sommer 2017 wechselte sie zum Thüringer HC. Mit dem Thüringer HC gewann sie 2018 die deutsche Meisterschaft. Ab der Saison 2019/20 lief sie für den SV Union Halle-Neustadt auf. Im November 2020 beendete sie ihre Karriere und ist seitdem in der Geschäftsstelle des Deutschen Handballbunds tätig.
Saskia Lang bestritt für die Schweizer Juniorinnen-Auswahl 25 Länderspiele. Später gehörte sie der Auswahl der deutschen Nationalmannschaft an. Ihr erstes Spiel für die Nationalmannschaft bestritt sie am 27. November 2010 in Bad Wildungen gegen Österreich. In 76 Länderspielen warf sie 91 Tore. Nachdem sich Kerstin Wohlbold kurz vor der Weltmeisterschaft 2013 in einem Vorbereitungsspiel schwer verletzt hatte, rückte Lang in den deutschen WM-Kader. Sie erzielte drei Treffer in sieben Partien.
Im Juni 2017 wurde bekannt, dass eine Dopingprobe vom 25. April 2017 positiv ausfiel. In einer Blut- und Urinprobe wurde eine geringe Menge von Higenamin, welches sich auf der Verbotsliste der WADA befindet, nachgewiesen. Im Oktober 2017 wurde Lang deshalb von der Anti-Doping-Kommission des Deutschen Handballbundes für einen Monat, beginnend mit der Suspendierung am 9. Juni 2017, für Wettkämpfe und Training gesperrt. Für die Anti-Doping-Kommission lag keine beabsichtigte Einnahme vor, das Vorhandensein der Substanz lässt sich auf ein verunreinigtes Präparat zurückzuführen, das Saskia Lang in der Rekonvaleszenz nach einer schweren Verletzung zu sich genommen hatte.
Sie ist Polygrafin.

## Erfolge
- 3-mal Schweizer Meister
- 5-mal Schweizer Pokalsieger
- 3-mal Deutscher Pokalsieger
- 1-mal Deutscher Meister (2017/18 – Thüringer HC[12])